# Prism (álbum de Katy Perry)
Prism é o quarto álbum de estúdio da artista musical estadunidense Katy Perry, lançado em 18 de outubro de 2013 através da Capitol Records. Embora o álbum tenha sido inicialmente planejado para ser "mais sombrio" do que seu material anterior, Prism acabou se tornando um disco inspirado na dança. Perry trabalhou com vários colaboradores anteriores, enquanto recrutava novos produtores e vocais convidados. Grande parte de Prism gira em torno dos temas de viver no presente, relacionamentos e empoderamento. O álbum recebeu avaliações geralmente positivas, com críticos elogiando suas letras por serem mais "maduras" e pessoais, enquanto outros consideraram Prism mais estereotipado do que seus projetos anteriores.
O álbum estreou no topo da Billboard 200 com 286.000 unidades vendidas em sua primeira semana, configurando-se como melhor semana de estreia da carreira de Perry. O álbum também atingiu a primeira posição das tabelas da Austrália, Canadá, Irlanda, Nova Zelândia e Reino Unido. Prism tornou-se o álbum de Perry a vender mais rápido, o segundo álbum mais vendido de 2013 na Austrália, bem como o segundo álbum feminino mais vendido de 2013 nos Estados Unidos. A International Federation of the Phonographic Industry (IFPI) rotulou Perry de "um fenômeno global" ao divulgar que Prism foi o sexto álbum mais vendido no mundo em 2013, sendo o álbum feminino mais vendido daquele ano. Vendeu mais de quatro milhões de cópias mundialmente. O sucesso do álbum continuou ao longo de 2014, classificando-se no top dez de tabelas anuais nos Estados Unidos, Canadá, Austrália e Nova Zelândia e rendeu a Perry uma indicação ao prêmio de Melhor Álbum Vocal de Pop no Grammy Awards de 2015.
O álbum foi precedido pelo lançamento de dois singles. "Roar" foi lançada como carro-chefe em 10 de agosto de 2013 e alcançou o topo da Billboard Hot 100. "Unconditionally" estreou em 16 de outubro de 2023 como segundo single do álbum. Entre o lançamento das duas faixas, dois singles promocionais foram disponibilizados: "Dark Horse" em 17 de setembro e "Walking on Air" em 30 de setembro de 2013. "Dark Horse" foi posteriormente lançada como terceiro single oficial do álbum em 17 de dezembro de 2013 e também atingiu o topo da Billboard Hot 100. "Birthday" e "This Is How We Do" foram lançadas como quarto e quinto singles, respectivamente. Prism foi ainda divulgado através da The Prismatic World Tour.

## Antecedentes
Em 14 de dezembro de 2011, Perry respondeu a algumas perguntas feitas pelos seus fãs durante o lançamento de sua segunda fragrância, Meow. Quando um de seus admiradores perguntou se ela tinha planos em começar a trabalhar em um novo disco, a cantora respondeu: "Eu sei que vocês [fãs] querem um álbum novo, mas eu tenho que viver um pouco para que todas as músicas sejam algo que valha a pena ouvir, acho que eu vou apenas pensar em desfrutar o Natal e o Ano Novo." Depois de seu divórcio com o comediante britânico Russell Brand em janeiro de 2012, a mente da cantora havia mudado. Durante o lançamento do single "Part of Me", contido na reedição de Teenage Dream, a artista disse que não queria fazer algo parecido em seu seguinte projeto, comentando: "Eu nem sei se vou conseguir recriar este último disco algum dia."
Em entrevista a publicação Interview, a intérprete relatou que estava "olhando para a frente" e que tem "muito a dizer" neste material, acrescentando: "Eu imagino que  meu próximo álbum talvez seja um pouco mais do que uma aventura artística, mas não significa que eu esteja sabotando a mim mesma e ainda pensando, 'Eu vou fazer algo maluco que ninguém vai entender'". Em abril de 2012, em uma entrevista ao The Sun, ela confirmou que seu futuro projeto seria "verdadeiramente obscuro", e que essa mudança de estilo viria de seu divórcio com Russell Brand, acrescentando: "Minha música está prestes a ser bastante escura. Você nunca vai ver o meu rosto, porque o meu cabelo vai estar nele." Apesar destas declarações, a artista confirmou em agosto de 2013 que não haveria nenhuma obscuridade no registro, e por causa desta mudança ela decidiu intitulá-lo de Prism, explicando: "Eu finalmente deixei a luz entrar e então pude criar estas músicas que foram inspiradas por este acontecimento e fazer uma auto-reflexão e apenas trabalhar em mim mesma."
Em 30 de novembro de 2012, a revista Billboard entrevistou a cantora — ao nomeá-la como a mulher do ano —, onde afirmou que já havia definido tudo para trabalhar no disco, porém ainda não havia entrado nos estúdios de gravação para finaliza-lo, comentando: "Eu sei exatamente o que eu quero para o disco, a sua arte, sua cor e seu tom. (...) Eu até sei como será a minha próxima turnê. Ficarei muito contente se a visão que eu tenho em mente for cumprida. Mas eu tenho que honrar a música.

## Desenvolvimento
Durante o desenvolvimento de Prism, Perry colaborou com Sia Furler, Diplo, Klas Åhlund, Greg Kurstin, Dr. Luke, Max Martin, Greg Wells, Bloodshy, Juicy J, Bonnie McKee, Sarah Hudson, Emeli Sandé e Cirkut.
 Em abril de 2013, a cantora concedeu uma entrevista a ASCAP, onde confirmou que havia concluído metade de seu quarto álbum de estúdio e descreveu-o como "esquizofrênico", adicionando: "Quando digo à gravadora quando quero lançar um álbum, é quando a corrida começa. É o momento em que coloco pressão em mim mesma". Ela revelou como foi colaborar com Dr. Luke, Martin e McKee: "Como uma equipe, nós temos alguns pontos fortes, com o Max, é a escolha de melodias, com o Luke é a produção e eu sou a líder [da equipe] e a melodia. Trabalhar com Bonnie McKee é como uma sessão de abuso emocional, nós duas discutimos como se estivéssemos em um ringue lutando pela melhor letra."
Em julho de 2013, McKee revelou que ela e Perry escreveram um total de quatro faixas juntas na cidade natal da última (Santa Barbara, Califórnia), complementando que ambas estavam mais maduras. No mês seguinte em entrevista à MTV News, Bonnie declarou que a cantora elaborou Prism com uma visão específica em mente, acrescentando: "Bem, você sabe, nós trabalhamos com Dr. Luke e Max Martin, eles são como gênios melódicos, e eles vieram até nós com uma faixa e nós meio que encontramos a história nela."

## Singles
Originalmente, o primeiro single "Roar" seria enviado para as rádios em 12 de agosto de 2013, seguido de sua comercialização digital; contudo, a divulgação nas emissoras radiofônicas foi antecipada por dois dias, após ser publicada ilegalmente na Internet. Já a sua distribuição virtual ocorreu de acordo com o planejado através da iTunes Store de diversos países. O tema atingiu a primeira colocação das tabelas da Austrália, da Áustria do Canadá, da Coreia do Sul, da Escócia, da Irlanda, da Nova Zelândia e do Reino Unido. Nos Estados Unidos, tornou-se na oitava faixa de Perry a alcançar a primeira posição da Billboard Hot 100, enquanto vendeu mais de dez milhões de cópias no país.
Em entrevista a revista Billboard, Perry confirmou que a balada "Unconditionally" servirá como o segundo foco de promoção do disco. A faixa foi adicionada às listas de rádios estadunidenses em 22 de outubro de 2013, acompanhando o lançamento do disco no país.

## Divulgação
Em 29 de julho de 2013, Perry anunciou que seu quarto álbum de estúdio, intitulado Prism, seria lançado em 22 de outubro seguinte, através de um caminhão dourado que continha respectivamente o nome da artista, o título e a data de lançamento do disco em sua caçamba. Em 20 de agosto do mesmo ano, foi relatado que devido a parceria da cantora com a marca Pepsi e a emissora MTV, seus fãs poderiam desbloquear os títulos, as letras e as amostras de duas faixas do trabalho através do Twitter. Após ouvirem os trechos, eles puderam decidir qual destes números seriam lançados na íntegra antes da edição de Prism. "Dark Horse", com a participação de Juicy J, e "Walking on Air" foram as duas faixas em escrutínio. Durante os MTV Video Music Awards de 2013, "Dark Horse" foi anunciada como a música mais votada, e disponibilizada na iTunes Store em 17 de setembro de 2013. A artista declarou que compôs "Dark Horse" com sua amiga Sarah Hudson e definiu a obra como tendo um "sabor hip-hop meio urbano". Ela descreveu os versos como "enfeitiçados e e obscuros, e é como uma bruxa avisando a um homem a não se apaixonar por mim, e se ele for, apenas saiba que eu serei a última." "Walking on Air" foi lançada como o segundo single promocional do projeto em 30 de setembro.

### Prismatic World Tour
Perry deu os primeiros detalhes de sua próxima turnê durante um jogo de perguntas e respostas feito com seus fãs no seu pré-concerto do evento beneficente We Can Survive, ocorrido no Hollywood Bowl em outubro de 2013. No evento, ela convidou seus admiradores a irem à sua turnê em 2014, destacando que será "mágica". Durante o seu ensaio fotográfico para a edição de 8 de novembro de 2013 da revista Entertainment Weekly, a cantora revelou mais informações a respeito da excursão, comentando: "A turnê será fantástica. Eu sempre tento alcançar um nível mais alto. Acho que as pessoas terão ideia de como serão os shows quando escutarem as músicas." Ela também ressaltou que estaria "muito próxima" do público no decorrer dos espetáculos. Nos MTV Europe Music Awards de 2013, a cantora disse que esta digressão seria "menos cartunesca" que a California Dreams (2011-12) e que também seria uma "deleite para os olhos".
A turnê, intitulada Prismatic World Tour, foi anunciada por Perry via Twitter, em 18 de novembro de 2013, através da divulgação de um pôster promocional. A imagem informava as onze primeiras datas para a Irlanda do Norte, Escócia e Inglaterra, enquanto a dupla sueca Icona Pop era revelada como o ato de abertura. Devido à alta procura e esgotamento dos ingressos horas após a sua disponibilização, foram acrescentadas uma data extra em cada país. De acordo com o comunicado de imprensa oficial, a excursão é projetada para ser um "espetáculo multifacetado" e incluirá uma plataforma ao redor do palco chamada "The Reflection Section" que permitirá que a artista a fique "mais próxima do que nunca de seus fãs". A turnê é a 11° turnê feminina mais lucrativa de todos os tempos, arrecadando cerca de US$204.3 milhões de dólares e vendendo 1.9 milhões de ingressos com 151 shows. 

## Lista de faixas
A lista de faixas completa foi confirmada pela Amazon francesa em 21 de setembro de 2013. Perry é co-compositora de todas as dezesseis obras do disco.
| N.º            | Título                     | Compositor(es)                                                             | Produtor(es)                  | Duração |  |
| 1.             | "Roar"                     | Katy Perry Lukasz Gottwald Max Martin Bonnie McKee Henry Walter            | Dr. Luke Max Martin Cirkut    | 3:42    |  |
| 2.             | "Legendary Lovers"         | Perry Gottwald Martin McKee Walter                                         | Dr. Luke Martin Cirkut        | 3:44    |  |
| 3.             | "Birthday"                 | Perry Gottwald Martin McKee Walter                                         | Dr. Luke Martin Cirkut        | 3:35    |  |
| 4.             | "Walking on Air"           | Perry Klas Åhlund Martin Adam Baptiste Caméla Leierth                      | Åhlund Martin                 | 3:42    |  |
| 5.             | "Unconditionally"          | Perry Gottwald Martin Walter                                               | Dr. Luke Martin Cirkut        | 3:48    |  |
| 6.             | "Dark Horse" (com Juicy J) | Perry Jordan Houston Gottwald Sarah Theresa Hudson Martin Walter           | Dr. Luke Martin Cirkut        | 3:35    |  |
| 7.             | "This Is How We Do"        | Perry Åhlund Martin                                                        | Åhlund Martin                 | 3:24    |  |
| 8.             | "International Smile"      | Perry Gottwald Martin Walter                                               | Dr. Luke Martin Cirkut        | 3:47    |  |
| 9.             | "Ghost"                    | Perry Gottwald Martin McKee Walter                                         | Dr. Luke Martin Cirkut        | 3:23    |  |
| 10.            | "Love Me"                  | Perry Martin Christian "Bloodshy" Karlsson Vincent Pontare Magnus Lidehäll | Christian "Bloodshy" Karlsson | 3:52    |  |
| 11.            | "This Moment"              | Perry Tor Erik Hermansen Mikkel Eriksen Benjamin Levin                     | Stargate Benny Blanco         | 3:46    |  |
| 12.            | "Double Rainbow"           | Perry Sia Furler Greg Kurstin                                              | Kurstin                       | 3:51    |  |
| 13.            | "By the Grace of God"      | Perry Greg Wells                                                           | Wells Perry                   | 4:27    |  |
| Duração total: | Duração total:             | Duração total:                                                             | Duração total:                | 48:43   |  |

| Faixas bônus da edição deluxe |                       |                                           |                 |         |  |
| N.º                           | Título                | Compositor(es)                            | Produtor(es)    | Duração |  |
| 14.                           | "Spiritual"           | Perry Kurstin John Mayer                  | Kurstin         | 4:35    |  |
| 15.                           | "It Takes Two"        | Perry Hermansen Eriksen Levin Emeli Sandé | Stargate Blanco | 3:54    |  |
| 16.                           | "Choose Your Battles" | Perry Jonatha Brooke Wells                | Wells Perry     | 4:27    |  |
| Duração total:                | Duração total:        | Duração total:                            | Duração total:  | 61:40   |  |

| Faixas bônus da edição limitada japonesa |                         |                                    |                                          |         |  |
| N.º                                      | Título                  | Compositor(es)                     | Produtor(es)                             | Duração |  |
| 17.                                      | "Roar" (Cazzette Remix) | Perry Gottwald Martin McKee Walter | Dr. Luke Martin Cirkut Michael Cassette^ | 5:20    |  |
| 18.                                      | "Roar" (instrumental)   | Perry Gottwald Martin McKee Walter | Dr. Luke Martin Cirkut                   | 3:43    |  |

(^) denota remixadores

## Desempenho nas tabelas musicais
| Tabela musical (2013)                                  | Melhor posição |
| ------------------------------------------------------ | -------------- |
| Alemanha (Media Control Charts)                        | 4              |
| Austrália (ARIA Charts)                                | 1              |
| Áustria (Ö3 Austria Top 40)                            | 3              |
| Bélgica (Ultratop 50 de Flandres)                      | 5              |
| Bélgica (Ultratop 40 da Valônia)                       | 7              |
| Brasil (Associação Brasileira de Produtores de Discos) | 7              |
| Canadá (Canadian Albums Chart)                         | 1              |
| Coreia do Sul (Gaon Music Chart)                       | 21             |
| Croácia (Hrvatska diskografska udruga)                 | 5              |
| Dinamarca (Tracklisten)                                | 4              |
| Escócia (The Official Charts Company)                  | 1              |
| Espanha (Productores de Música de España)              | 3              |
| Estados Unidos (Billboard 200)                         | 1              |
| França (Syndicat National de l'Édition Phonographique) | 4              |
| Finlândia (IFPI Finlândia)                             | 15             |
| Hungria (Magyar Hanglemezkiadók Szövetsége)            | 10             |
| Irlanda (Irish Recorded Music Association)             | 1              |
| Itália (Federazione Industria Musicale Italiana)       | 5              |
| Japão (Oricon)                                         | 5              |
| Noruega (VG-lista)                                     | 3              |
| Nova Zelândia (Recorded Music NZ)                      | 1              |
| Países Baixos (MegaCharts)                             | 4              |
| Polônia (Związek Producentów Audio Video)              | 34             |
| Portugal (Associação Fonográfica Portuguesa)           | 10             |
| Chéquia (IFPI Česká Republika)                         | 11             |
| Reino Unido (UK Albums Chart)                          | 1              |
| Suécia (Sverigetopplistan)                             | 9              |
| Suíça (Schweizer Hitparade)                            | 2              |
| Taiwan (G-Music)                                       | 1              |

| Tabela musical (2013)                      | Posição |
| ------------------------------------------ | ------- |
| Austrália (ARIA Charts)                    | 2       |
| Bélgica (Ultratop 50 de Flandres)          | 101     |
| Bélgica (Ultratop 40 da Valônia)           | 120     |
| Canadá (Canadian Albums Chart)             | 29      |
| Estados Unidos (Billboard 200)             | 49      |
| Irlanda (Irish Recorded Music Association) | 18      |
| Nova Zelândia (Recorded Music NZ)          | 12      |
| Reino Unido (UK Albums Chart)              | 28      |
| Suíça (Schweizer Hitparade)                | 77      |

| País                   | Certificação |
| ---------------------- | ------------ |
| Alemanha (BVMI)        | platina      |
| Austrália (ARIA)       | 7× Platina   |
| Áustria (IFPI Austria) | 2× Platina   |
| Brasil (ABPD)          | Diamante     |
| Canadá (Music Canada)  | 4× Platina   |
| China (SARFT)          | Ouro         |
| Irlanda (IRMA)         | Ouro         |
| Itália (FIMI)          | Ouro         |
| México (AMPROFON)      | 3× Platina   |
| Noruega (IFPI Noruega) | Ouro         |
| Nova Zelândia (RMNZ)   | 2× Platina   |
| Polônia (ZPAV)         | 2× Platina   |
| Reino Unido (BPI)      | Platina      |
| Suécia (GLF)           | Platina      |
| Suíça (IFPI Schweiz)   | Ouro         |

## Histórico de lançamento
| País           | Data                  | Formato        | Gravadora       |
| -------------- | --------------------- | -------------- | --------------- |
| Portugal       | 17 de outubro de 2013 | CD             | Capitol         |
| Alemanha       | 18 de outubro de 2013 | CD             | Capitol         |
| Austrália      | 21 de outubro de 2013 | CD             | Capitol         |
| França         | 21 de outubro de 2013 | CD             | Capitol         |
| Nova Zelândia  | 21 de outubro de 2013 | CD             | Capitol         |
| Reino Unido    | 21 de outubro de 2013 | CD             | Virgin EMI      |
| Suécia         | 21 de outubro de 2013 | CD             | Capitol         |
| Canadá         | 22 de outubro de 2013 | CD             | Capitol         |
| Estados Unidos | 22 de outubro de 2013 | CD             | Capitol         |
| Brasil         | 23 de outubro de 2013 | CD             | Universal Music |
| Japão          | 23 de outubro de 2013 | CD             | Universal Music |
| Reino Unido    | 9 de dezembro de 2013 | Disco de vinil | Virgin EMI      |